# Flood (album)
Flood je šestnajsti album in drugi album v živo ameriškega pianista Herbieja Hancocka. Izšel je le na Japonskem kot dvojna gramofonska plošča. Album vsebuje koncertne posnetke skladb z albumov Head Hunters, Thrust in Man-Child, ki jih je Hancock izvedel z zasedbo The Headhunters. Album je prvič izšel v ZDA leta 2014 kot del ponovne izdaje založbe Wounded Bird. Sliko na naslovnici je oblikoval Nobuyuki Nakanishi.

## Seznam skladb
Avtor vseh skladb je Herbie Hancock, razen kjer je posebej napisano.
| Št. | Naslov                       | Pisec                                    | Dolžina |
| --- | ---------------------------- | ---------------------------------------- | ------- |
| 1.  | „Introduction/Maiden Voyage‟ |                                          | 7:59    |
| 2.  | „Actual Proof‟               |                                          | 8:28    |
| 3.  | „Spank-a-Lee‟                |                                          | 8:47    |
| 4.  | „Watermelon Man‟             |                                          | 5:50    |
| 5.  | „Butterfly‟                  | Hancock, Bennie Maupin                   | 12:44   |
| 6.  | „Chameleon‟                  | Hancock, Jackson, Harvey Mason, Maupin   | 10:24   |
| 7.  | „Hang Up Your Hang Ups‟      | Hancock, Jackson, Melvin "Wah-Wah" Ragin | 19:54   |

## Zasedba
- Herbie Hancock – akustični klavir, Fender Rhodes, clavinet, ARP Odyssey, ARP Soloist, ARP String Ensemble
- Bennie Maupin – sopranski saksofon, tenorski saksofon, saxello, basovski klarinet, flavta, tolkala
- Dewayne "Blackbyrd" McKnight – kitara
- Paul Jackson – bas kitara
- Mike Clark – bobni
- Bill Summers – konge, tolkala